# Agrupación Deportiva Alcorcón
La Agrupación Deportiva Alcorcón, S. A. D. es un club de fútbol español situado en la ciudad de Alcorcón, en la Comunidad de Madrid. Fue fundado en 1971 y juega en la Primera Federación en la temporada 2024-25.

## Historia

### Inicios del Alcorcón
El 20 de julio de 1971, un grupo de socios liderados por Dionisio Muñoz Jerez crearon la Agrupación Deportiva Alcorcón, que empezó como un equipo de fútbol para los jóvenes de la localidad. El club se creó a partir de un equipo primitivo de la localidad, el C.D. Juventud de Alcorcón, que competía en la Liga de Educación y Descanso. En sus primeras seis temporadas el nuevo A.D. Alcorcón compitió en categorías regionales del fútbol madrileño hasta que en 1977 logró el ascenso a Tercera División. Desde sus inicios, el club tuvo fama de ser una institución con una directiva seria que pagaba bien. Así, llegaron jugadores como Jiménez, Molinero, Martínez, Domínguez, Aparicio o Sevilla que fueron dando una seña de identidad al Club. Desde 1974 celebra el Trofeo Puchero que sigue vigente en la actualidad. En 1978 participó por primera vez en la Copa del Rey, aunque fue eliminado en la primera ronda por el Calvo Sotelo, actual Puertollano, que militaba por aquel entonces en 2.ª División. Tras un fugaz paso por 3.ª División, el Alcorcón volvería a Regional para regresar otra vez a 3.ª División en 1979. Al ascenso de ese año se le unió el subcampeonato de España de Juveniles, equipo que dirigía un emblema de la entidad, José Díaz Pablo, y que cayó en la final ante el Barcelona.
En su regreso a 3.ª División en 1979, el Alcorcón logró su mejor clasificación histórica en dicha categoría con un tercer puesto. Fue una temporada en la que lograron llegar hasta la segunda fase de la Copa del Rey. En la primera eliminaron al Ciempozuelos y, en la segunda, cayeron ante el Castilla, filial del Real Madrid que jugaba en 2.ª División. Fue la primera vez que en Santo Domingo se instalaron gradas supletorias y es que, con el crecimiento del club a nivel deportivo, se fue generando un mayor afición entre el pueblo de Alcorcón por el equipo. Era una época en la que Alcorcón se convirtió en una ciudad dormitorio de Madrid y en la que se produjo un espectacular boom demográfico por el cual Alcorcón pasó de 40.000 a 140.000 habitantes en apenas una década. Muchos emigrantes procedentes de Extremadura y de las dos Castillas se unieron a los habitantes de toda la vida que estaban implicados con el equipo alfarero y no solo llenaban todos los domingos el campo de Santo Domingo, sino que viajaban en gran número a otros lugares de Castilla para acompañar al equipo en sus partidos. Las peñas más significativas eran “El Puchero”, “Los Amigos”, “Capitán de Madera” y la todavía existente “El Crono”. La entidad logró mantenerse ininterrumpidamente en Tercera hasta 1988.

### Los años 1980
En los dos primeros años de la década de los 80, el Alcorcón repitió participación en la Copa del Rey. Si bien en la temporada 80-81, era de nuevo el Calvo Sotelo quien le apeaba de la competición, la temporada siguiente lo hacía el Atlético Madrileño -filial del club rojiblanco- en la Segunda ronda. En la primera, habían eliminado en la tanda de penaltis al Getafe Deportivo, por entonces equipo de 2.ª División, refundado un año después como Getafe C.F. Fue también una década en la que consiguieron el primer Trofeo Puchero. Este Trofeo disputado durante las Fiestas Patronales de Alcorcón, y que congregaba a un gran número de asistentes, tuvo su primera edición en 1975 y no fue hasta los 80 cuando el equipo anfitrión, de la mano del capitán Javier Jiménez, alzó el primer trofeo de campeón ante el C. D. Leganés. El Club siempre trató que los rivales fueran equipos de superior categoría, para atraer a un mayor número de espectadores, lo que hacía complicado a los locales llevarse su trofeo.
En esta etapa salió el mejor jugador que ha dado la cantera amarilla. El alcorconero Carlos Arroyo ya apuntaba maneras cuando con 15 años ya entrenaba con el primer equipo amarillo. "El Príncipe de Alcorcón", como se le conocía, llegó a las categorías inferiores del club con 12 años de la mano de su hermano Tomás, quien por entonces jugaba en los juveniles. Pasaron los años y con ellos la progresión futbolística de Carlos, quien a los 17 años debutó en el primer equipo frente al Carabanchel, en Tercera División. En 1984, y con tan solo 18 años, Arroyo recibió una importante propuesta del Valencia donde jugó durante doce temporadas. En total fueron más de quince años al máximo nivel. Además de por el Valencia, pasó por Villarreal y Elche, entre otros, siendo también internacional sub-21 en varias ocasiones. No obstante, Arroyo nunca perdió de vista al equipo de su ciudad que le vio crecer. Hasta finales de los 80 el equipo se mantuvo en 3.ª División con un cuarto puesto como mejor resultado, aunque sin duda el mejor recuerdo de esta época es la eliminatoria de Copa del Rey frente a un Primera División. En la temporada 85-86, los amarillos, que habían eliminado al Ávila en Primera ronda y que pasaron exentos en la segunda, se enfrentaron por primera vez a un rival de la máxima categoría en partido oficial. El rival fue el Osasuna de Pamplona que en Santo Domingo se impuso por 0-1 y en El Sadar de la capital navarra ganó por 5-0 a los amarillos.
En la temporada 87-88, el Club descendió nuevamente a Regional, finalizando la década en dicha categoría.

### Los años 1990
Un nuevo descenso a Regional en la 90-91 dio comienzo a una época convulsa para la entidad alfarera. El Presidente Diego Manzanares tuvo que dimitir dejando una grave crisis económica a sus espaldas que tuvo que afrontar su sucesor, Ángel Rubio, miembro de la directiva con Manzanares y quien se encontró un Club en una situación caótica, tanto deportivamente, último en Regional Preferente, como institucionalmente, con una importante deuda acumulada. Poco a poco la A.D. Alcorcón fue saliendo de la crisis gracias al trabajo de la directiva encabezada por Ángel Rubio, quien logró un importante acuerdo con el Ayuntamiento por el cual este apoyaría económicamente al Club en la difícil situación que estaban pasando. En enero de 1992, Rubio fue el único candidato a la Presidencia de la entidad en las elecciones tras la marcha de Manzanares. El propio Presidente, natural de Villacañas, quiso respetar la historia del Club y no empezar de cero con otras siglas pudiendo olvidar así las deudas, como desde distintos sectores se le propuso, lo que podría haber significado la desaparición de la Agrupación.
Rubio se propuso devolver al equipo a 3.ª División y tratar de hacer afición en la localidad para lo cual tuvo la importante iniciativa de que los menores de 15 años tuvieran entrada libre para todos los partidos. En ese sentido, organizó campañas de recuperación de jóvenes jugadores que fortalecieran la cantera alcorconera. Así mismo, en el plano deportivo, y de la mano de los entrenadores Felipe Huelva y Juan Clemente, el Alcorcón recuperaría la categoría con el ascenso a 3.ª División en la temporada 93-94, cumpliéndose así el objetivo deportivo marcado por Ángel Rubio.

### Nuevo propietario y travesía en Segunda B
Al término de la temporada 1997/98 llegó a la presidencia Esteban Márquez Ponce, empresario de Tomelloso (Ciudad Real) y dueño de la constructora Soncar. Márquez inició un proyecto para sanear las cuentas del equipo, y el equipo logró el ascenso a Tercera División. Aunque al año siguiente el objetivo era la permanencia en la categoría, el club consiguió resultados mejores de lo esperado y se clasificó para los playoff por el ascenso al terminar quinto en el grupo madrileño. En el grupo de ascenso, logró subir a Segunda B al ponerse por delante de La Bañeza FC, CD Lealtad y UD Xove Lago. Los madrileños empezaron perdiendo en La Bañeza, pero se rehicieron y finalmente lograron el ascenso a Segunda B.
El debut del Alcorcón en Segunda B se produjo en la temporada 2000/01, y el equipo apostó por una plantilla de futbolistas procedentes de equipos madrileños. En su plan para solucionar la situación económica del club, la presidencia ofreció sueldos más modestos que los de otros clubes, pero procuró garantizar los pagos mensuales de las nóminas. Durante varios años el equipo terminó en las posiciones medias de la tabla, siendo su mejor puesto hasta entonces un séptimo lugar en la temporada 2005/06.
Con la economía del club ya saneada, el AD Alcorcón inició la temporada 2008/09 con Juan Antonio Albacete Anquela, procedente del Águilas CF, como entrenador. Anquela tuvo que contar con una plantilla formada por jugadores madrileños y descartes de otros clubes como el portero Raúl Arribas, Néstor Susaeta o Víctor Pérez entre otros. El equipo desempeña un buen estilo de juego que les permite firmar las posiciones altas de la clasificación, y en las últimas jornadas consigue meterse en los playoff de ascenso al finalizar en tercer lugar.
La AD Alcorcón logró batir a la UE Sant Andreu por 0:0 y 4:2, y superó en la siguiente ronda al Alcoyano, por entonces favorito para el ascenso al finalizar primero en el Grupo III, por 1:0 y 2:1. Ya en la ronda final para ascender a Segunda División se enfrentó al Real Unión de Irún, con el que empató 0:0 en Santo Domingo y perdió 3:1 en el Stadium Gal irundarra. Así, el equipo madrileño se quedó a las puertas del ascenso a la Segunda División.

### "Alcorconazo" y ascenso a Segunda División

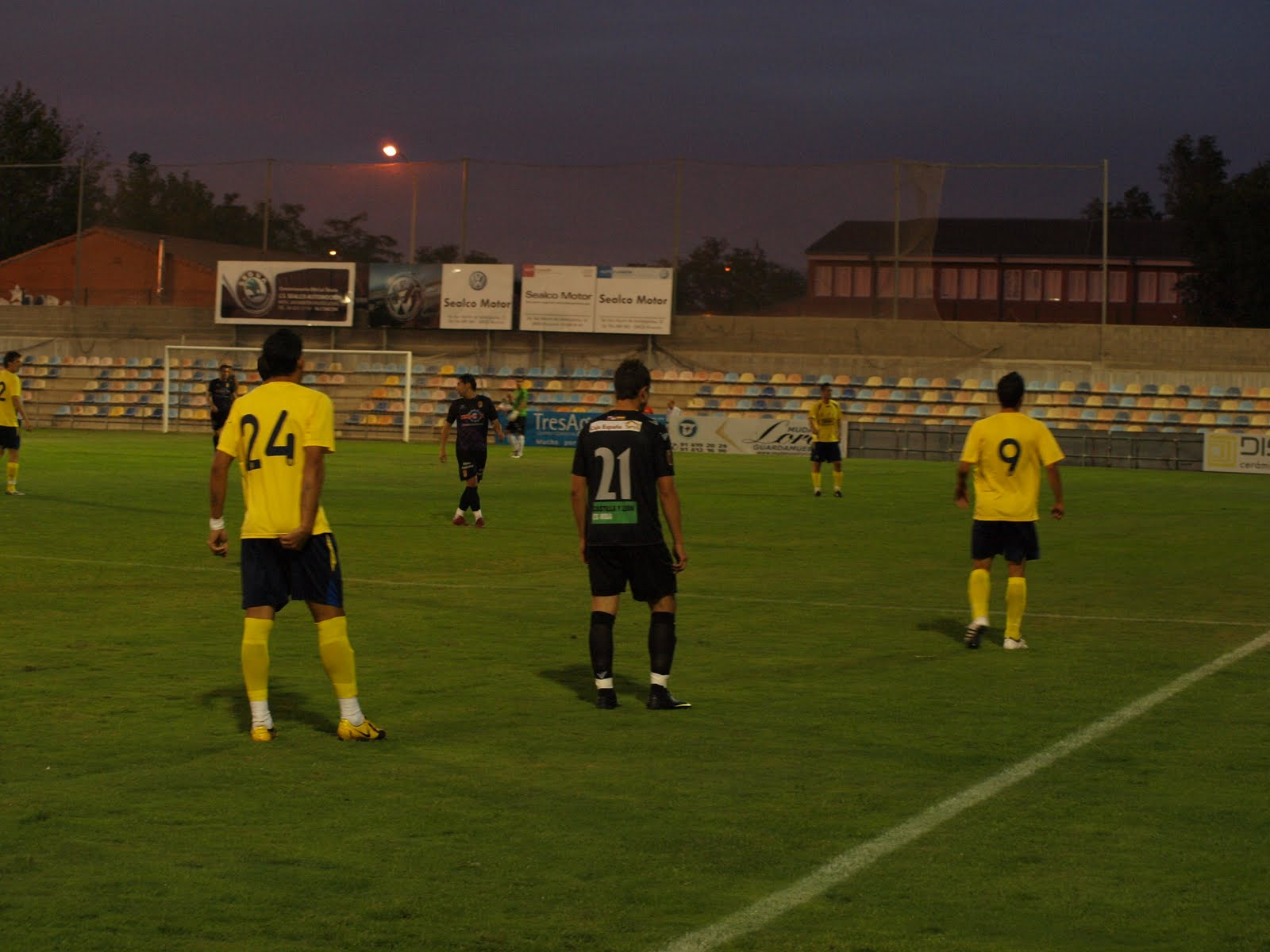
Partido del Alcorcón la temporada de su ascenso a Segunda División.

Para la temporada 2009/10, la directiva de Alcorcón realiza múltiples cambios en el equipo y se refuerza con jugadores libres de otros clubes con experiencia en categorías superiores, como Borja Pérez, Juanma, Diego Cascón y Sergio Mora. En las primeras jornadas del campeonato el Alcorcón se consolida como candidato para el playoff de ascenso, y a falta de cuatro jornadas para el final de la temporada regular certifica el liderazgo, lo que le permitiría disputar un partido directo para subir a Segunda A.

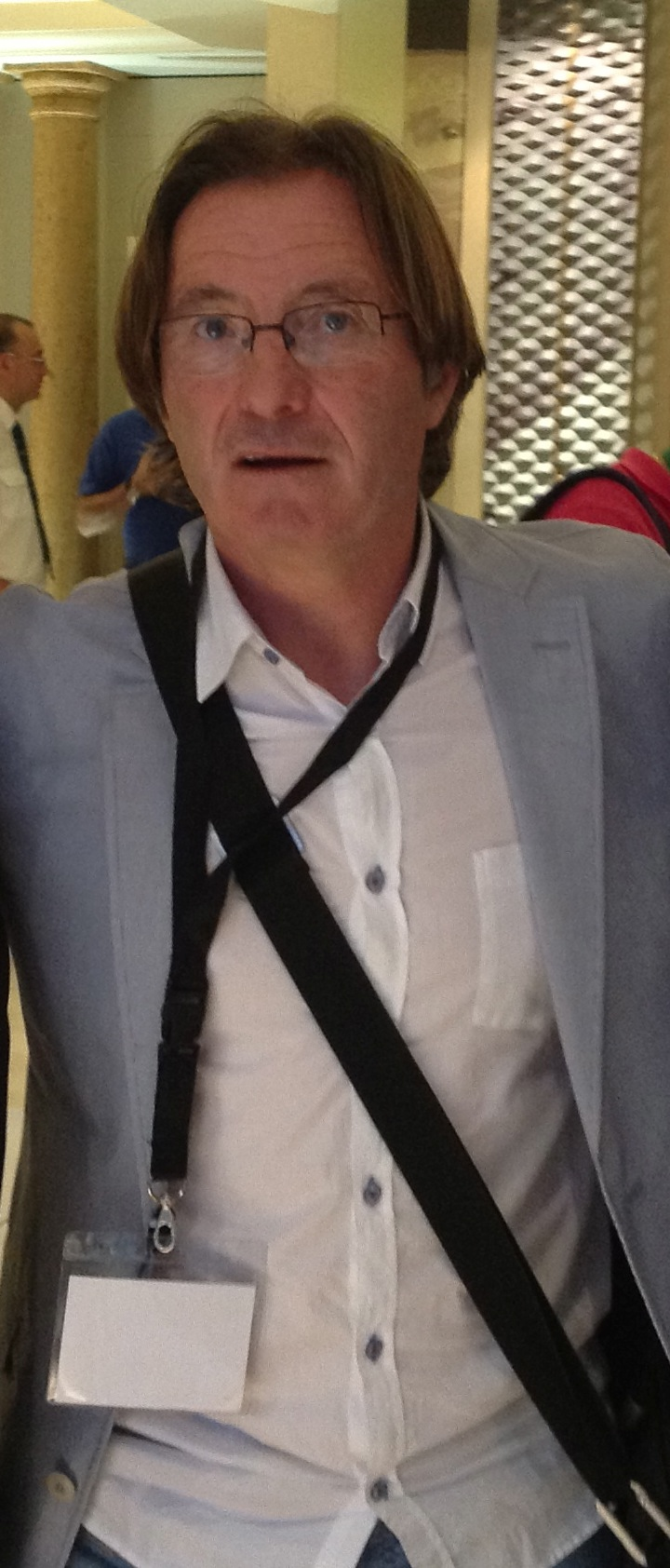
Anquela, entrenador del Alcorconazo.

Sin embargo, el Alcorcón se hizo muy popular por eliminar al Real Madrid en la Copa del Rey. Después de derrotar al CF Palencia y Lagun Onak, fueron emparejados con el Real Madrid en los dieciseisavos de final. Pero contra todo pronóstico, el 27 de octubre de 2009 el Alcorcón ganó al Real Madrid por un abultado resultado de 4-0 en el Estadio Santo Domingo con goles de Borja Pérez (2), Ernesto y un autogol de Arbeloa. El resultado abrió todos los periódicos deportivos y generalistas, fue bautizado como "Alcorconazo" y el interés mediático por el club aumentó de forma notable. En el partido de vuelta en el Santiago Bernabéu el Real Madrid solo pudo vencer por 1:0, por lo que la AD Alcorcón eliminó al equipo madrileño. Ya en octavos de final, el Alcorcón fue eliminado por el Racing de Santander.
Después de clasificarse en primera posición en el Grupo II de Segunda División B, tercer escalón del fútbol español, el Alcorcón tuvo que enfrentarse ante el Granada CF en un partido directo por el ascenso a la categoría de plata. Los andaluces ganaron 2:0 en el partido de ida en Nuevo Los Cármenes, y aunque los madrileños trataron de remontarlo solo pudieron vencer por 1:0, por lo que el Granada ascendió directamente a Segunda División. Tras este resultado, el Alcorcón necesitó dos enfrentamientos más para subir a la segunda categoría. El club madrileño tuvo que eliminar al Pontevedra CF (0:0 y 3:0) y en la ronda final se enfrentó al Ontinyent CF, con 1:1 en el partido de ida. En la vuelta en Alcorcón los valencianos iban ganando 0:2 al término de la primera parte, pero la AD Alcorcón consiguió remontar el resultado y ganó 3:2, con el tercer gol polémico en el último minuto de juego, consiguiendo de esta forma el ascenso a Segunda A.

### Travesía por Segunda División (2010-2022)

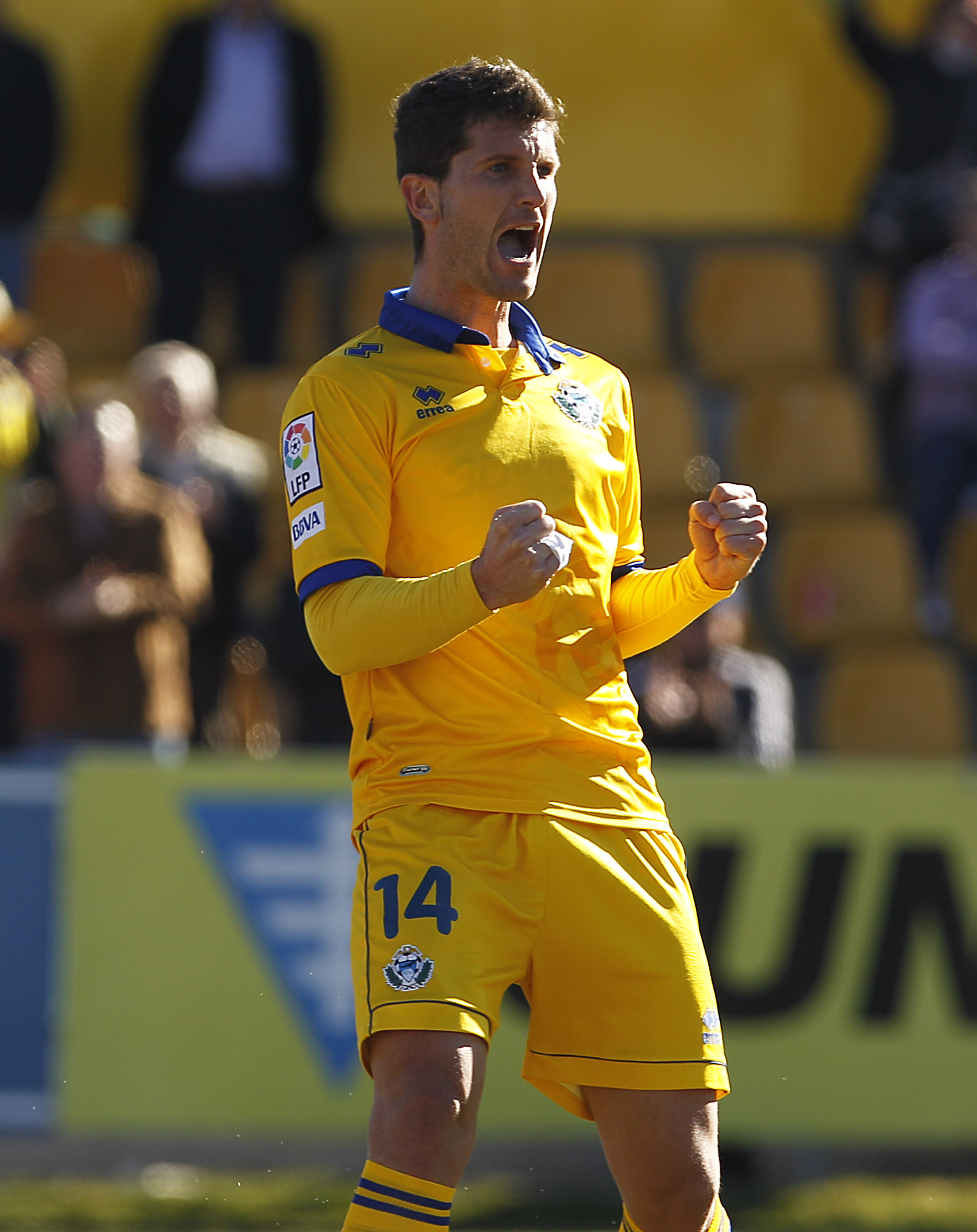
Quini Álvarez celebra un gol vistiendo la primera equipación del club.

En la temporada 2010-2011, el A. D. Alcorcón jugaría por primera vez en su historia en Segunda División y cumplió con nota su objetivo de permanecer en la categoría. La campaña fue un tanto irregular hasta el tramo final, ya que el equipo, a pesar de su buena actuación en Santo Domingo, tuvo su talón de Aquiles en los partidos fuera de casa, llegando a situarse en puestos de descenso en la jornada 18 para, a partir de ese momento, mejorar sus números fuera de casa y remontar hasta rozar los puestos de playoff de ascenso a Primera, pero cuatro derrotas en los últimos ocho partidos dieron al traste con sus posibilidades. Hubo partidos con goleadas, como el 5-0 a la U.D. Las Palmas, hasta ahora la máxima goleada lograda por el conjunto alfarero en su trayectoria en 2.ª División. Destacable sería la actuación de Quini, que con 22 goles, se situaría como el 5.º máximo anotador de la liga en esta temporada. Finalmente, el Alcorcón terminó como 9.º clasificado.
En la Copa del Rey 2010-11, alcanzaría los dieciseisavos de final, tras eliminar al Celta de Vigo y Ponferradina anteriormente, cayendo eliminados por un global de 0-3, frente al Athletic Club, en donde tendría lugar la mejor asistencia de la historia en Santo Domingo en el partido de ida, con 5.800 aficionados.
Además, en esta temporada el equipo se vio obligado a constituirse como Sociedad Anónima deportiva, pasando a ser el nuevo propietario José Expósito, padre de uno de los jugadores del equipo, pero manteniéndose la directiva anterior a su llegada, con Villena como presidente del club.
La temporada 2011-2012 fue aún más exitosa que la anterior, ya que fue la mejor temporada de la historia del club, en su corta existencia. No solo por lo logrado en la liga, donde consiguió entrar en los "play-off", alcanzando la final quedándose a un solo gol de ascender, sino también por su actuación en la Copa del Rey 2011-12, donde alcanzó los octavos de final. En la Copa, el equipo eliminaría a C.E. Sabadell y C.D. Numancia, en la 2.ª y 3.ª ronda, respectivamente, dando la campanada en dieciseisavos de final, tras eliminar al Real Zaragoza de Primera División, con un global de 3-1, tras empatar a 1 en Santo Domingo, y lograr una cómoda y merecida victoria en la Romareda por 0-2. Sería eliminado en octavos de final por el Levante U. D., con un global de 2-5, a pesar de haber logrado una victoria por 2-1 en el partido de ida en Santo Domingo.
En la liga, la temporada empezó un tanto dubitativa, por parte del equipo con varios tropiezos en casa, que el año anterior había sido un fortín y la clave para la buena trayectoria del equipo. No obstante, el equipo supo ir remediando poco a poco el talón de Aquiles del curso anterior, al lograr un gran número de victorias fuera de casa. Destacaron partidos con sonadas goleadas como el 4-0 al Deportivo de la Coruña en Santo Domingo.
A partir del parón navideño, el equipo mostró su mejor cara, como ha sido habitual en el equipo desde que llegó Juan Antonio Anquela, logrando entrar en play-off de ascenso a 1.ª División en la jornada 33, de donde no saldría hasta terminar la Liga. Aun así, hubo de jugarse la 4.ª plaza en la última jornada, donde una sufrida victoria contra el C.D. Numancia en Soria, daría la posibilidad de jugar el "play-off" al A.D. Alcorcón, por primera vez en toda su historia.
En primera ronda de la eliminatoria por el ascenso a Primera División tuvo que enfrentarse al Hércules CF, al que se impuso por un global de 1-1 merced a la regla del gol de visitante, ya que el gol anotado por los amarillos fue en el estadio José Rico Pérez, obra de Ángel Sánchez.

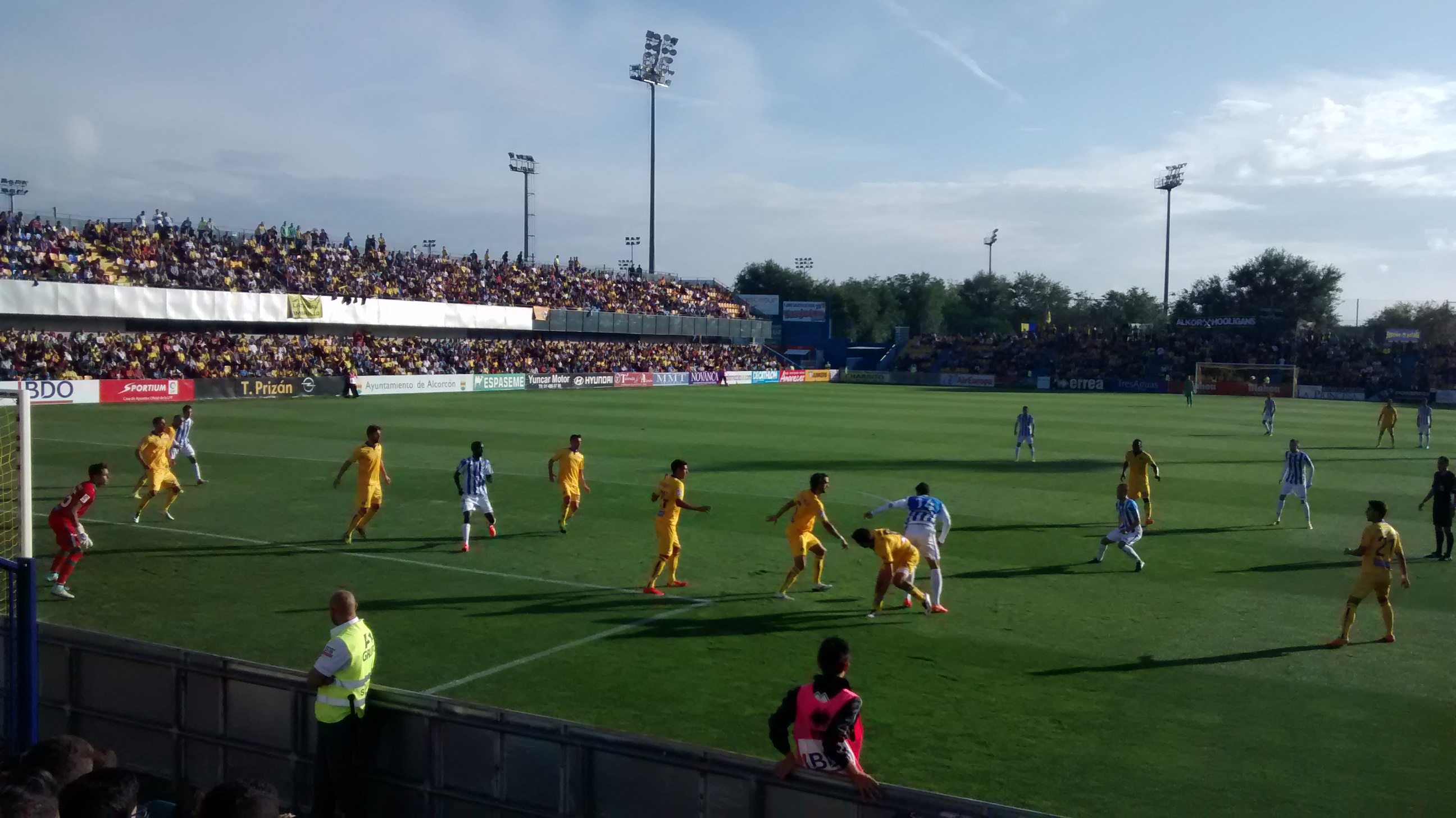
Partido contra el C. D. Leganés (1:0) de la temporada 2014/15.

El sueño se acabaría contra el Real Valladolid, que venció por un global de 2-1. en el partido de ida disputado en Santo Domingo, el equipo pucelano logró una victoria por 0-1, que el A.D. Alcorcón debía remontar en el Nuevo José de Zorrilla. A pesar de la dificultad que ello conllevaba, era una ocasión histórica para el club y afición, desplazándose alrededor de 400 aficionados alcorconeros para animar a su equipo. El partido acabaría con un definitivo 1-1, que daría el ascenso al Real Valladolid, a pesar de adelantarse la A.D. Alcorcón antes del descanso.
La no consecución del ascenso supondría un punto de inflexión en el club, poniéndose punto final a un ciclo encabezado por Juan Antonio Anquela, que dejaría el club, marchándose al Granada CF, siendo sustituido por José Bordalás, y dejando el club históricos e importantes jugadores como Manu Herrera, Bermúdez, Montañés, Borja, Rueda o Rubén Anuarbe, entre otros. A pesar de estos cambios, el conjunto alfarero apenas se resintió en su rendimiento en la temporada 2012-13, finalizando en la 5.ª posición de la Liga regular y accediendo nuevamente a la promoción de ascenso. Sin embargo, el Alcorcón no pudo triunfar en la misma, siendo eliminado por el Girona FC. Por otro lado, la LFP abrió expediente sancionador al club por una presunta irregularidad en la conversión en SAD, aunque finalmente no se tomó ninguna medida.
Para la temporada 2013-14, Miguel Álvarez fue contratado como nuevo técnico. El equipo tuvo un buen inicio en el campeonato, situándose como líder en la 3.ª jornada gracias a su sólida defensa, aunque a partir de ahí empezó a perder comba y terminó la primera vuelta como 19.º clasificado.
En enero de 2014, el empresario belga Roland Duchatelet adquiere el club, y se anuncia la dimisión de Julián Villena como presidente. A pesar de quedar en zona de descenso en la primera vuelta, el equipo se espabilaría y finalizaría en una buena 9.ª posición a tan solo cuatro puntos de volver a disputar los playoffs. La siguiente campaña sería muy tranquila. Quedaría 11.º, posicionado en la mitad de la tabla. La siguiente temporada quedando 7.º no disputaría los playoffs tan solo por diferencia de goles ante el Osasuna. La temporada 2016/17 sería espectacular en Copa del Rey. Conseguiría un hito histórico en dicha competición. Después de ganar al Getafe y al Elche por 1 a 0 alcanzaría a los diecisavos de final, donde se toparía con el Espanyol, al que sorprendentemente le ganaría en los penaltis. En los octavos de final le tocó ante el Córdoba, que también militaba en Segunda División. El Alcorcón venció en un partido muy igualado por un global de 1 a 2 lo que certificaría su pase a cuartos de final. Ya con el Alavés se esfumaría su buena racha perdiendo por un global de 2 a 0. A pesar de su magnífica actuación en la Copa en liga quedaría 18.º y se salvaría tan solo por dos puntos.
Asimismo, José Bordalás regresa al Alcorcón para sustituir a Miguel Álvarez en el banquillo y consigue la permanencia en la categoría de plata.

## Uniforme
- Uniforme titular: Camiseta amarilla con cuello azul y franja de este mismo color en la parte central, pantalón amarillo con bordes azules y medias amarillas.
- Segunda equipación: Camisa carmesí con bordes blancos, pantalón carmesí con bordes blancos y medias carmesí con bordes blancos.
- Tercera equipación: Camisa rosa, pantalón rosa y medias rosas.

La AD Alcorcón cuenta con tres uniformes, y desde 2009 utiliza camisa y pantalón amarillos. Sin embargo, los colores tradicionales del equipo son la camisa amarilla y el pantalón azul marino.
Cuando el equipo se fundó el uniforme era camiseta amarilla, pantalón azul celeste y medias blancas. Sin embargo, pronto se cambió por la equipación tradicional de camisa amarilla y pantalón azul con medias amarillas, muy similar a la Unión Deportiva Las Palmas. En el partido contra el Real Racing de Santander "B" se utilizó una equipación provisional de camisa y pantalones amarillos con detalles azules, que se usó también en la eliminatoria contra el Real Madrid. Pero después del pase de eliminatoria se quedó como la equipación oficial.
Durante la temporada 2010-2011, el fabricante de los uniformes fue la marca Brokal, existiendo dos patrocinadores durante la temporada, siendo en varios partidos la casa de apuestas BetVICTOR (incluido el pantalón) y el tramo final de la temporada fue CREAA (Centro de Creaciones de las Artes de Alcorcón).
Para la temporada 2011-2012, el club estrena nueva marca para sus uniformes, pasando a ser ésta en todas sus categorías la italiana Erreà durante los próximos 6 años,en 2017 cambia a Kelme que estuvo 3 años hasta 2020 donde se cambia a Kappa
| Años 1970 | 1980-2009 | Desde 2009 |

### Proveedores y patrocinadores
| Periodo   | Proveedor                 | Patrocinador    |
| --------- | ------------------------- | --------------- |
| 2008-2009 | Brokal                    | Soncar          |
| 2009-2010 | Brokal                    | Soncar          |
| 2010-2011 | Brokal                    | BetVictor-CREAA |
| 2011–2012 |                           | 012-Tres Aguas  |
| 2012-2013 | ARC Insurance Broker      |                 |
| 2013-2014 | ARC Insurance Broker      |                 |
| 2014-2015 | Novanca                   |                 |
| 2015-2016 | Ecotisa                   |                 |
| 2016-2017 | ARC Insurance Broker      |                 |
| 2017-2018 |                           |                 |
| 2018-2019 | ADA Academy               |                 |
| 2019-2020 | Fire Consult-William Hill |                 |
| 2020-2021 | Neev Energy               |                 |
| 2021-2022 |                           | Eneryeti        |
| 2022-2023 | ADA Academy               |                 |
| 2023-2024 | Casamayor                 |                 |
| 2024-2025 | Lynks                     |                 |

## Organigrama deportivo

### Jugadores
| Máximos goleadores | Máximos goleadores                             | Máximos goleadores | Más partidos disputados | Más partidos disputados                 | Más partidos disputados |
| ------------------ | ---------------------------------------------- | ------------------ | ----------------------- | --------------------------------------- | ----------------------- |
| 1.                 | David Rodríguez / Joaquín Álvarez, "Quini"     | 51 goles           | 1.                      | Rubén Sanz                              | 394 partidos            |
| 2.                 | Oriol Riera                                    | 24 goles           | 2.                      | Carlos Bellvís                          | 192 partidos            |
| 3.                 | "Robert" Fernández                             | 23 goles           | 3.                      | Francisco Gordo                         | 167 partidos            |
| 4.                 | "Asen" / David Sanz / Óscar Plano / Rubén Sanz | 20 goles           | 4.                      | "Javi" Barral / Alberto Gómez, "Nagore" | 161 partidos            |
| 5.                 | Borja Pérez                                    | 17 goles           | 5.                      | Sergio Mora                             | 155 partidos            |

Nota: En negrita los jugadores aún activos en el club.

### Plantilla y cuerpo técnico
- En 1.ª y 2.ª desde la temporada 1995-96 los jugadores con dorsales superiores al 25 son, a todos los efectos, jugadores del filial y como tales, podrán compaginar partidos con el primer y segundo equipo. Como exigen las normas de la LFP, los jugadores de la primera plantilla deberán llevar los dorsales del 1 al 25. Del 26 en adelante serán jugadores del equipo filial.
- Según normativa UEFA, cada club solo puede tener en plantilla un máximo de tres jugadores extracomunitarios.[28] La lista incluye sólo la principal nacionalidad de cada jugador, aunque algunos de los jugadores no europeos tienen doble nacionalidad de algún país de la UE:
- Vladyslav Kopotun no ocupa plaza de extracomunitario, ya que Ucrania está dentro del Acuerdo de Asociación con la Unión Europea.
- Los jugadores extracomunitarios en el club son:

## Estadio

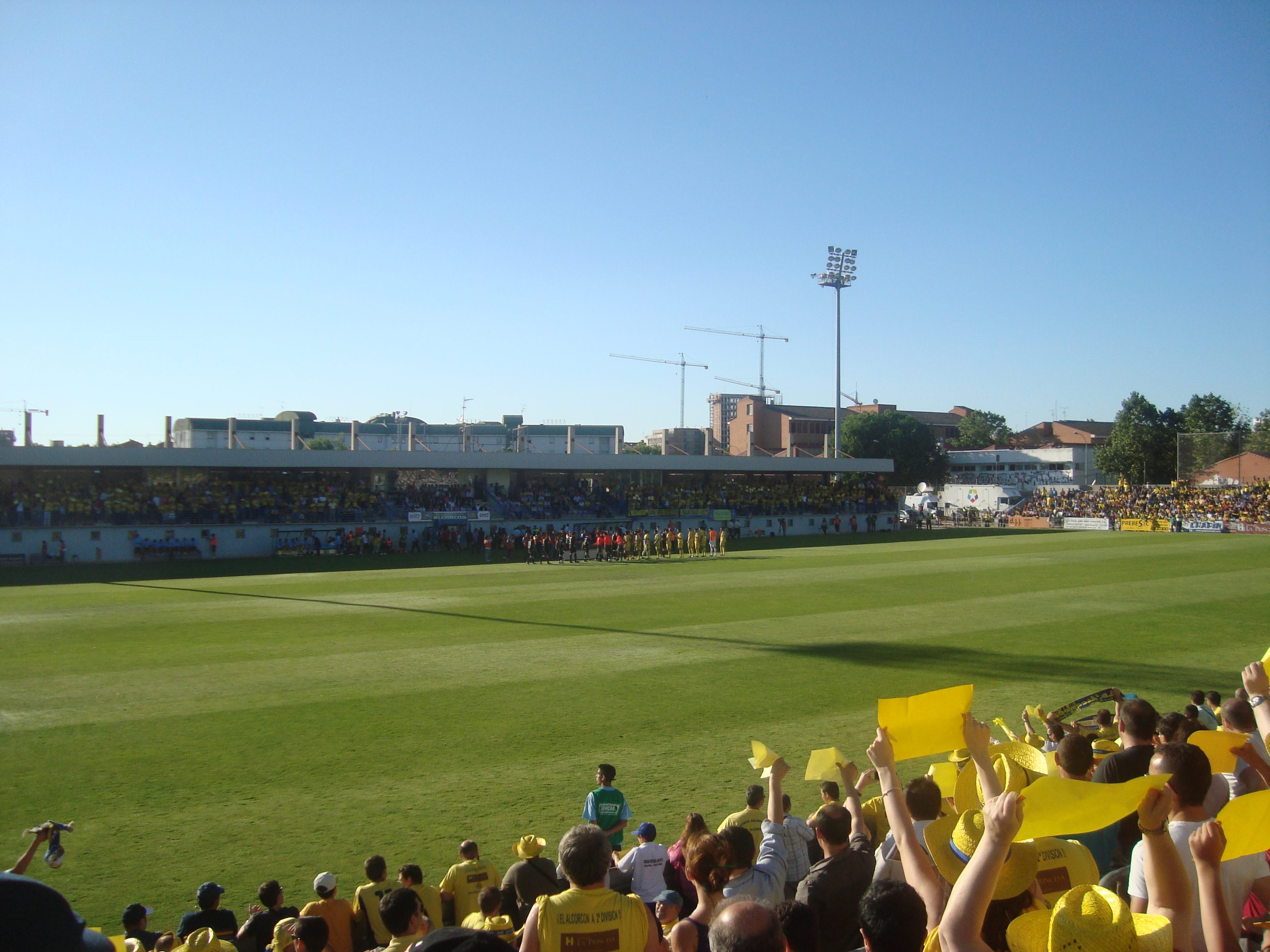
Partido entre el Alcorcón y el Ontinyent en Santo Domingo.

El estadio donde la AD Alcorcón disputa sus partidos como local es el Estadio Santo Domingo. El campo tiene capacidad para 5100 espectadores, unas medidas de 105 x 68 metros y césped natural. La Ciudad Deportiva Santo Domingo se encuentra en el barrio de Prado de Santo Domingo, y en sus cercanías se encuentran la estación de Las Retamas y el Teatro Buero Vallejo.
Tras la victoria frente al Real Madrid en la Copa del Rey, la directiva y el Ayuntamiento de Alcorcón estudiarion una ampliación que adapte el campo a lo requerido por la Liga de Fútbol Profesional. Los socios del club aprobaron en abril de 2010 una ampliación del estadio a 7.900 espectadores con todas las gradas cubiertas.
Al estadio se puede llegar en Cercanías Madrid siendo la estación de Las Retamas de la línea C-5 la más cercana. También se puede llegar en los autobuses interurbanos 510, 516 y 520, y la línea urbana 2.

## Datos del club

### Estadísticas
- Temporadas en 1.ª: 0
- Temporadas en 2.ª: 12
- Temporadas en Primera Federación: 1
- Temporadas en 2.ªB: 10
- Temporadas en 3.ª: 15
- Temporadas en Categoría Regional: 14
- Mejor puesto en la liga: 4.º (Segunda división española temporada 11-12)
- Peor puesto en la liga: 22.º (Segunda división española temporada 21-22)

### Temporadas
| Temporada   | División   | Puesto | Copa del Rey                             |
| ----------- | ---------- | ------ | ---------------------------------------- |
| desde 71-72 | Regional   | —      |                                          |
| hasta 76-77 | Regional   | —      |                                          |
| 1977-78     | 3.ª        | 19.º   | 1.ª Ronda (1–5 vs. Puertollano)          |
| 1978-79     | Preferente | 1.º    |                                          |
| 1979-80     | 3.ª        | 3.º    | 2.ª Ronda (5–1 vs. Real Madrid B)        |
| 1980-81     | 3.ª        | 5.º    | 1.ª Ronda (4–1 vs. Puertollano)          |
| 1981-82     | 3.ª        | 9.º    | 2.ª Ronda Previa (2–8 vs. Atl. Madrid B) |
| 1982-83     | 3.ª        | 12.º   |                                          |
| 1983-84     | 3.ª        | 9.º    |                                          |
| 1984-85     | 3.ª        | 4.º    |                                          |
| 1985-86     | 3.ª        | 10.º   | 3.ª Ronda (0–6 vs. Osasuna)              |
| 1986-87     | 3.ª        | 17.º   |                                          |
| 1987-88     | 3.ª        | 19.º   |                                          |
| 1988-89     | Preferente | —      |                                          |
| 1989-90     | Preferente | —      |                                          |
| 1990-91     | 3.ª        | 19.º   |                                          |
| 1991-92     | Preferente | —      |                                          |
| 1992-93     | Preferente | —      |                                          |
| 1993-94     | 3.ª        | 16.º   |                                          |
| 1994-95     | 3.ª        | 21.º   |                                          |
| 1995-96     | Preferente | —      |                                          |
| 1996-97     | Preferente | —      |                                          |
| 1997-98     | 3.ª        | 20.º   |                                          |
| 1998-99     | Preferente | 1.º    |                                          |
| 1999-00     | 3.ª        | 5.º    |                                          |
| 2000-01     | 2.ªB       | 12.º   |                                          |
| 2001-02     | 2.ªB       | 16.º   |                                          |
| 2002-03     | 2.ªB       | 7.º    |                                          |
| 2003-04     | 2.ªB       | 10.º   | 1.ª Ronda Previa (5–2 vs. Zamora)        |
| 2004-05     | 2.ªB       | 11.º   |                                          |
| 2005-06     | 2.ªB       | 7.º    |                                          |
| 2006-07     | 2.ªB       | 11.º   |                                          |
| 2007-08     | 2.ªB       | 14.º   |                                          |
| 2008-09     | 2.ªB       | 3.º    |                                          |
| 2009-10     | 2.ªB       | 1.º    | Octavos de final (2–3 vs. Racing)        |

| Temporada | División | Puesto | Copa del Rey                              |
| --------- | -------- | ------ | ----------------------------------------- |
| 2010-11   | 2.ª      | 9.º    | Dieciseisavos de final (0-3 vs. Athletic) |
| 2011-12   | 2.ª      | 4.º    | Octavos de final (2-5 vs. Levante)        |
| 2012-13   | 2.ª      | 5.º    | 3.ª Ronda (3-0 vs. Almería)               |
| 2013-14   | 2.ª      | 9.º    | Octavos de final (3-4 vs. Espanyol)       |
| 2014-15   | 2.ª      | 11.º   | 2.ª Ronda (1-0 vs. Lugo)                  |
| 2015-16   | 2.ª      | 7.º    | 2.ª Ronda (0-1 vs. Ponferradina)          |
| 2016-17   | 2.ª      | 18.º   | Cuartos de final (0-2 vs. Alavés)         |
| 2017-18   | 2.ª      | 13.º   | 2.ª Ronda (2-4 vs. Cultural Leonesa)      |
| 2018-19   | 2.ª      | 14.º   | 3.ª Ronda (1-0 vs. Lugo)                  |
| 2019-20   | 2.ª      | 10.º   | 1.ª Ronda (1-0 vs. Cacereño)              |
| 2020-21   | 2.ª      | 17.º   | Dieciseisavos de final (0-2 vs. Valencia) |
| 2021-22   | 2.ª      | 22.º   | 2.ª Ronda (2-1 vs. Sporting de Gijón)     |
| 2022-23   | 1.ª RFEF | 2.º    | 2.ª Ronda (1-1 vs. FC Cartagena)          |
| 2023-24   | 2.ª      | 20.º   | 2.ª Ronda (0-0 vs. FC Cartagena)          |
| 2024-25   | 1.ª RFEF | 10.º   | 1.ª Ronda (1-0 vs. Salamanca C. F. UDS)   |

### Copa del Rey
| Eliminatoria  | Ida    | COPA 1978           | COPA 1978               | Vuelta |
| 1.ª Fase      | 0 - 0  | Alcorcón            | Calvo Sotelo (2.ª)      | 1 - 5  |
| Eliminatoria  | Ida    | COPA 1980           | COPA 1980               | Vuelta |
| 1.ª Fase      | 4 - 1  | Alcorcón            | Ciempozuelos (3.ª)      | 0 - 2  |
| 2.ª Fase      | 1 - 0  | Real Madrid B (2.ª) | Alcorcón                | 4 - 1  |
| Eliminatoria  | Ida    | COPA 1981           | COPA 1981               | Vuelta |
| 1.ª Fase      | 3 - 0  | Calvo Sotelo (2.ªB) | Alcorcón                | 1 - 1  |
| Eliminatoria  | Ida    | COPA 1982           | COPA 1982               | Vuelta |
| 1.ª Fase      | 2 - 0  | Alcorcón            | Getafe (R)              | 0 - 2  |
| 2.ª Fase      | 1 - 2  | Alcorcón            | Atlético Madrid B (2.ª) | 1 - 6  |
| Eliminatoria  | Ida    | COPA 1986           | COPA 1986               | Vuelta |
| 1.ª Fase      | 2 - 0  | Alcorcón            | Real Ávila (3.ª)        | 1 - 1  |
| 2.ª Fase      | exento | exento              | exento                  | exento |
| 3.ª Fase      | 0 - 1  | Alcorcón            | Osasuna (1.ª)           | 0 - 5  |
| Eliminatoria  | Ida    | COPA 2004           | COPA 2004               | Vuelta |
| 1.ª Fase      | 1 - 1  | Zamora (2.ªB)       | Alcorcón                | 4 - 1  |
| Eliminatoria  | Ida    | COPA 2010           | COPA 2010               | Vuelta |
| 2.ª Fase      | 2 - 0  | Alcorcón            | Palencia (2.ªB)         | -      |
| 3.ª Fase      | 1 - 2  | Lagun Onak (3.ª)    | Alcorcón                | -      |
| Dieciseisavos | 4 - 0  | Alcorcón            | Real Madrid (1.ª)       | 0 - 1  |
| Octavos       | 2 - 3  | Alcorcón            | Racing Santander (1.ª)  | 0 - 0  |
| Eliminatoria  | Ida    | COPA 2011           | COPA 2011               | Vuelta |
| 2.ª Fase      | 3 - 2  | Alcorcón            | Celta Vigo (2.ª)        | -      |
| 3.ª Fase      | 1* - 1 | Alcorcón            | Ponferradina (2.ª)      | -      |
| Dieciseisavos | 0 - 1  | Alcorcón            | Athletic Club (1.ª)     | 0 - 2  |
| Eliminatoria  | Ida    | COPA 2012           | COPA 2012               | Vuelta |
| 2.ª Fase      | 2 - 1  | Alcorcón            | Sabadell (2.ª)          | -      |
| 3.ª Fase      | 2 - 1  | Alcorcón            | CD Numancia (2.ª)       | -      |
| Dieciseisavos | 1 - 1  | Alcorcón            | Real Zaragoza (1.ª)     | 2 - 0  |
| Octavos       | 2 - 1  | Alcorcón            | Levante U. D. (1.ª)     | 0 - 4  |
| Eliminatoria  | Ida    | COPA 2013           | COPA 2013               | Vuelta |
| 2.ª Fase      | 4 - 1  | Alcorcón            | CD Numancia (2.ª)       | -      |
| 3.ª Fase      | 3 - 0  | U.D. Almería (2.ª)  | Alcorcón                | -      |
| Eliminatoria  | Ida    | COPA 2014           | COPA 2014               | Vuelta |
| 2.ª Fase      | 1 - 4  | Mallorca (2.ª)      | Alcorcón                | -      |
| 3.ª Fase      | 1 - 2  | Eibar (2.ª)         | Alcorcón                | -      |
| Dieciseisavos | 0 - 2  | Alcorcón            | Granada CF (1.ª)        | 2* - 0 |
| Octavos       | 1 - 0  | Alcorcón            | RCD Espanyol (1.ª)      | 4 - 2  |
| Eliminatoria  | Ida    | COPA 2015           | COPA 2015               | Vuelta |
| 2.ª Fase      | 1 - 0  | Lugo (2.ª)          | Alcorcón                | -      |
| Eliminatoria  | Ida    | COPA 2016           | COPA 2016               | Vuelta |
| 2.ª Fase      | 0 - 1  | Alcorcón            | Ponferradina (2.ª)      | -      |

| Eliminatoria  | Ida   | COPA 2017               | COPA 2017              | Vuelta |
| 2.ª Fase      | 1 - 0 | Alcorcón                | Getafe (2.ª)           | -      |
| 3.ª Fase      | 0 - 1 | Elche (2.ª)             | Alcorcón               | -      |
| Dieciseisavos | 1 - 1 | Alcorcón                | RCD Espanyol (1.ª)     | 1 - 1* |
| Octavos       | 0 - 0 | Alcorcón                | Córdoba CF (2.ª)       | 1 - 2  |
| Cuartos       | 0 - 2 | Alcorcón                | Alavés (1.ª)           | 0 - 0  |
| Eliminatoria  | Ida   | COPA 2018               | COPA 2018              | Vuelta |
| 2.ª Fase      | 2 - 4 | Alcorcón                | Cultural Leonesa (2.ª) | -      |
| Eliminatoria  | Ida   | COPA 2019               | COPA 2019              | Vuelta |
| 2.ª Fase      | 1 - 0 | Alcorcón                | Extremadura (2.ª)      | -      |
| 3.ª Fase      | 1 - 0 | Lugo (2.ª)              | Alcorcón               | -      |
| Eliminatoria  | Ida   | COPA 2020               | COPA 2020              | Vuelta |
| 1.ª Fase      | 1 - 0 | Cacereño (3.ª)          | Alcorcón               | -      |
| Eliminatoria  | Ida   | COPA 2021               | COPA 2021              | Vuelta |
| 1.ª Fase      | 1 - 2 | Lealtad (2.ªB)          | Alcorcón               | -      |
| 2.ª Fase      | 2 - 1 | Alcorcón                | Real Zaragoza (2.ª)    | -      |
| Dieciseisavos | 0 - 2 | Alcorcón                | Valencia (1.ª)         | -      |
| Eliminatoria  | Ida   | COPA 2022               | COPA 2022              | Vuelta |
| 1.ª Fase      | 0 - 1 | Teruel (2.ªRFEF)        | Alcorcón               | -      |
| 2.ª Fase      | 2 - 1 | Sporting (2.ª)          | Alcorcón               | -      |
| Eliminatoria  | Ida   | COPA 2023               | COPA 2023              | Vuelta |
| 1.ª Fase      | 1 - 1 | Ourense (2.ªRFEF)       | Alcorcón               | -      |
| 2.ª Fase      | 1 - 1 | Alcorcón                | FC Cartagena (2.ª)     | -      |
| Eliminatoria  | Ida   | COPA 2024               | COPA 2024              | Vuelta |
| 1.ª Fase      | 0 - 1 | Navalcarnero (2.ªRFEF)  | Alcorcón               | -      |
| 2.ª Fase      | 0 - 0 | Alcorcón                | FC Cartagena (2.ª)     | -      |
| Eliminatoria  | Ida   | COPA 2025               | COPA 2025              | Vuelta |
| 1.ª Fase      | 1 - 0 | Salamanca UDS (2.ªRFEF) | Alcorcón               | -      |

## Palmarés

### Torneos nacionales
- Segunda División B (1): 2009-10 (Grupo II).

### Torneos regionales
- Primera Regional Preferente Castellana (1): 1978-79.
- Primera Regional Preferente Castellana (1): 1989-90 (Grupo II).
- Primera Regional Preferente Castellana (1): 1992-93 (Grupo II).
- Primera Regional Preferente Castellana (1): 1998-99 (Grupo II).
- Copa Ramón Triana (1): 1974-75.
- Campeonato de Castilla de Aficionados (1): 1976-77.
- Subcampeón del Campeonato de Castilla de Aficionados (1): 1978-79.

### Torneos amistosos
- Trofeo Puchero (13): 1978, 1980, 1984, 1987, 1992, 2001, 2006, 2007, 2011, 2012, 2013, 2017, 2019.
- Trofeo Ciudad de Tomelloso (2): 2007, 2020
- Trofeo Feria de Toledo (2): 2011, 2014
- Trofeo Santo Domingo (1): 1974.
- Trofeo Arias (1): 1977.
- Trofeo Uralita Getafe (1): 1983.
- Trofeo Villa de Leganés (1): 2010.
- Trofeo Vallecas (1): 2019.